# Eveready Harton in Buried Treasure

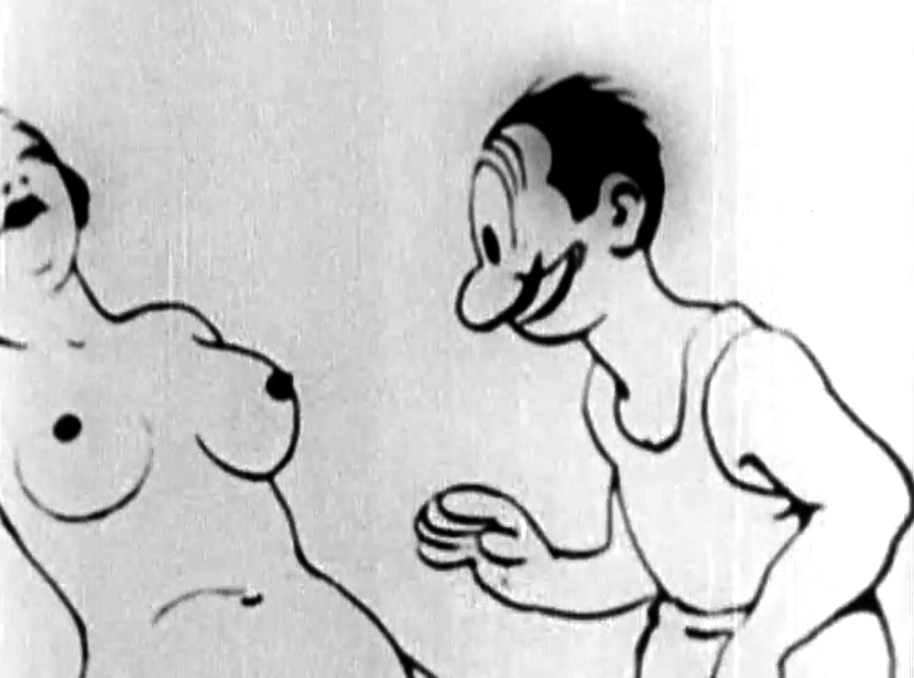
Bild aus dem Film

Eveready Harton in Buried Treasure, auch unter den Titeln Eveready Harton, Eveready, Buried Treasure und Pecker Island bekannt, ist ein um das Jahr 1928 entstandener US-amerikanischer pornografischer Animationsfilm mit höchst komischen Untertönen.

## Handlung
Der ständig sexuell erregte Titelheld Eveready Harton liegt am Strand einer einsamen Insel. Zu Beginn des Films gibt er mit einem Revolver einen Schuss auf die seinen Penis umschwärmenden Fliegen ab, worauf sein Geschlechtsteil sich selbstständig macht und hinter einem Felsen Deckung sucht. Nach der Rückkehr seines besten Stücks an seinen richtigen Platz mustert Eveready Harton durch ein Fernglas die Umgebung. Nach kopulierenden Hunden, Schlangen und Vögeln entdeckt er in einiger Entfernung eine nackte Frau, die sich mit einem Dildo vaginal und anal penetriert. Eveready Harton macht sich auf den Weg zu ihr, wobei er sein Gemächt zunächst auf einem Stützrad ablegt und es dann als drittes Bein einsetzt.
Nach dem Eintreffen Eveready Hartons kommt es nach ersten sexuellen Handlungen zu einer erotischen Laktation. Der angestrebte Geschlechtsverkehr gelingt erst, nachdem Eveready Harton die Vagina der Partnerin von einem störenden Wecker und einem Schuh befreit hat. Allerdings klammert sich schon nach wenigen Sekunden eine ebenfalls darin verborgene Krabbe mit ihren Scheren an den Penis, woraufhin das Geschlechtsteil, verfolgt von Eveready Harton, die Flucht ergreift. Schließlich kann der Penis die Krabbe abschütteln und wieder zu seinem Besitzer zurückkehren.
Nun sucht Eveready Harton nach einem sicheren Ort. Er entdeckt eine Öffnung in einem Sandhaufen, der den Körper einer weiteren attraktiven Frau bedeckt. Sofort beginnt Eveready Harton mit dem Geschlechtsverkehr, muss aber bald erkennen, dass er Analverkehr mit einem ebenfalls unter dem Sandhaufen verborgenen Mann ausübt. Er versucht vergeblich, sich aus dem Anus zu befreien, und schleift den protestierenden anderen Mann eine Weile mit sich fort, bis die Trennung gelingt.
Wenig später überrascht Eveready Harton einen Mann, der einen Esel anal penetriert. Im Streit um den Esel liefern sich beide Männer einen Fechtkampf mit ihren Penissen, den Eveready Harton mit einem kräftigen Biss in die Waffe des Gegners gewinnt. Angelockt von dem scheinbar ebenso lüsternen Esel stürzt sich Eveready Harton auf das Tier, doch der Esel springt fort und Eveready Harton landet mit dem Penis voran auf einem Kaktus.
Ein letzter Zwischentitel erläutert, dass der entmutigte Eveready Harton nun die Suche nach sexueller Befriedigung aufgeben will (to blow the whole thing). Doch da entdeckt er ein Loch in einer Holzwand, hinter der eine Kuh liegt. Eveready Harton steckt seinen Penis durch das Loch und wird nun endlich von der leckenden Kuh befriedigt.

## Produktionsnotizen
Die Urheberschaft und die Umstände von Produktion und frühen Aufführungen des Films sind ungeklärt, es existieren aber Berichte von Zeitzeugen unterschiedlichen Inhalts.
Max Fleischers Biograf Ray Pointer gab an, dass Fleischer im Herbst 1927 eine Geburtstagsfeier für Winsor McCay als den „Erfinder des Animationsfilms“ ausgerichtet habe. In Roth’s Restaurant in New York City fanden sich etwa 30 Gäste ein, unter ihnen mit Paul Terry, Dave Fleischer, Pat Sullivan, Otto Messmer, Dick Huemer, Shamus Culhane und Walter Lantz eine Reihe von Animatoren, die McCay ihre Karrieren verdankten.
Ward Kimball erinnerte sich 1977 an die Umstände der Produktion. Er gab an, dass an der Produktion die drei Studios von Max Fleischer, Paul Terry und Jeff and Mutt beteiligt gewesen seien. Dabei existierte kein Drehbuch, sondern das zweite und dritte Studio erhielten lediglich die letzten Bilder ihres unmittelbaren Vorgängers und setzten die Story nach eigenem Ermessen fort. Erst bei der Aufführung während der Geburtstagsfeier für McCay sahen die Beteiligten den ganzen Film, dessen Aufführung ein Gelächter hervorgerufen habe, das „fast das Dach des Hotelgebäudes fortgeblasen“ hätte.
Ray Pointer zufolge war Winsor McCay alles andere als begeistert. Pointer bringt die auch aus anderen Berichten überlieferte kritische Rede McCays, der Animationsfilm sei eine Kunst und seine Kollegen hätten ein Geschäft aus ihm gemacht, mit der Aufführung von Eveready Harton in zeitlichen Zusammenhang.
Karl F. Cohen führt in seinem 1997 erschienenen Buch über die Zensur von Animationsfilmen eine Reihe von Vorgaben auf, die 1927 auf Anregung von Will H. Hays von leitenden Mitarbeitern dreier großer Filmstudios formuliert wurden. Diese Liste der Don’ts and Be Carefuls listete als Vorstufe des späteren Hays Code elf unbedingt zu vermeidende und 26 mit Zurückhaltung darzustellende Themen auf. Zu vermeiden waren freizügige und lüsterne Darstellungen und jegliche Darstellung sexueller Perversion. Cohen zufolge erfüllten alle bis dahin veröffentlichten Animationsfilme die Anforderungen der Liste, nur der 1928 von einer Gruppe anonymer Zeichner produzierte Eveready Harton zeige, dass Animateure keineswegs nur harmlose und unschuldige Künstler seien.
Cohen stellt auch in Frage, dass die von Ward Kimball geschilderte Aufführung während der Geburtstagsfeier für McCay stattgefunden habe. Gerüchten zufolge konnte in New York kein Labor für die Entwicklung des Films gefunden werden. Erst Jahre später konnte er auf Kuba fertiggestellt werden. Die erste öffentliche Aufführung einer Kopie fand demnach Ende der 1970er Jahre in San Francisco statt. Seinerzeit wurden im Programm als Autoren Vernon Stallings, George Canata, Rudy Zamora und Walter Lantz genannt, die alle ein halbes Jahrhundert zuvor in New York City als Animatoren gearbeitet hatten.

## Neuveröffentlichungen
Eveready Harton in Buried Treasure wurde 1992 in der Kompilation Sextoons. An Erotic Animation Festival auf VHS veröffentlicht. Der Streifen ist vollständig und mit neu komponierter Filmmusik unterlegt in dem 2002 veröffentlichten französischen Kompilationsfilm Polissons et Galipettes (auf Deutsch: Schlingel und Purzelbäume) enthalten. Polissons et Galipettes wurde erstmals 2002 auf der parallel zu den 55. Internationalen Filmfestspielen von Cannes ausgerichteten Quinzaine des Réalisateurs in Cannes gezeigt und kam im folgenden Jahr in die britischen Kinos. Er wurde auch auf DVD veröffentlicht, der englische Titel lautet The Good Old Naughty Days.

## Rezeption
Karl F. Cohen nannte 1997 Eveready Harton einen pornografischen Cartoon voller ungewöhnlicher Einfälle. Trotz der unmittelbaren Darstellung des Geschlechtsverkehrs und der kruden Handlung sei er kreativ, lustig und gut gezeichnet. Seine Entstehung liege so weit in der Vergangenheit, dass er heute von den meisten Menschen als unterhaltsam empfunden werde.
José B. Capino nannte Eveready Harton die berühmteste Figur des pornografischen Animationsfilms der Stummfilmzeit und hob die Loslösung der Figur von den gesellschaftlichen Konventionen hervor. Seine homo- und zoosexuellen Handlungen waren eigentlich nicht erlaubt, dennoch führten sie nicht dazu, der Figur Homosexualität oder Zoophilie zuzuschreiben. Darüber hinaus nannte Capino Eveready Harton als ein Beispiel für die in pornografischen Animationsfilmen übliche Misshandlung des mit einem Eigenleben ausgestatteten Penis, hier durch eine bissige Krabbe und Kaktusstacheln.
Für die feministische Medienwissenschaftlerin Susanna Paasonen ist Eveready Harton einer jener pornografischen Animationsfilme, in denen Körperteile, namentlich Geschlechtsteile, ins Gigantische überzeichnet dargestellt werden. Sie nimmt darauf Bezug, dass der Penis Hartons sich wiederholt selbstständig macht, sich hinter Felsen versteckt, als drittes Bein fungiert, von einer Krabbe attackiert wird, im Anus eines Mannes feststeckt, und zum Happy End von einer Kuh geleckt wird. Der Film sei voller Anspielungen, körperlicher Verwandlungen und überzeichneter Körperteile, während sich die Grenzen zwischen belebten und unbelebten Motiven und zwischen Mensch und Tier in ständiger Bewegung befinden. Auch die Filmwissenschaftlerin Constance Penley erwähnt Eveready Harton als einen der pornografischen Animationsfilme, in denen ein Penis „Amok läuft“ und schmerzhafte Unglücke erlebt, wie es in realen Filmen der physischen Grenzen wegen nicht möglich sei.